# Islas Daphne (Galápagos)
Las islas Daphne (Daphne Mayor y Menor) son dos pequeñas islas volcánicas en el archipiélago de las Islas Galápagos, pertenecientes al Ecuador, la mayor de ellas posee una superficie de 39 hectáreas (0,39 km²).
Daphne Mayor esta justo al oeste del Aeropuerto de Baltra se compone de un cráter de toba, está desprovista de árboles y su litoral se eleva 120 metros sobre el nivel del mar. se encuentra inmediatamente al norte de la isla principal de Santa Cruz. Se trata de un solo cráter de enormes rocas, el borde se puede subir desde el mar. Existen numerosas aves de cría que van en parejas para criar a sus polluelos en el suelo del cráter. 
Aunque de fácil acceso para la mayoría de los visitantes a las islas Galápagos, el Servicio de Parques Nacionales mantiene muy restringidas las visitas a las islas y se utilizan principalmente para la investigación científica. Un estudio intensivo de los pinzones de Darwin se llevó a cabo aquí por los biólogos Peter y Rosemary Grant en un período de 20 años. Ellos examinaron el comportamiento y los ciclos de vida de los pinzones, y con los resultados apoyaron firmemente la teoría de Darwin sobre la evolución. Sus esfuerzos fueron documentados en el libro ganador del Premio Pulitzer, "The Beak of the Finch" (El pico del pinzón)

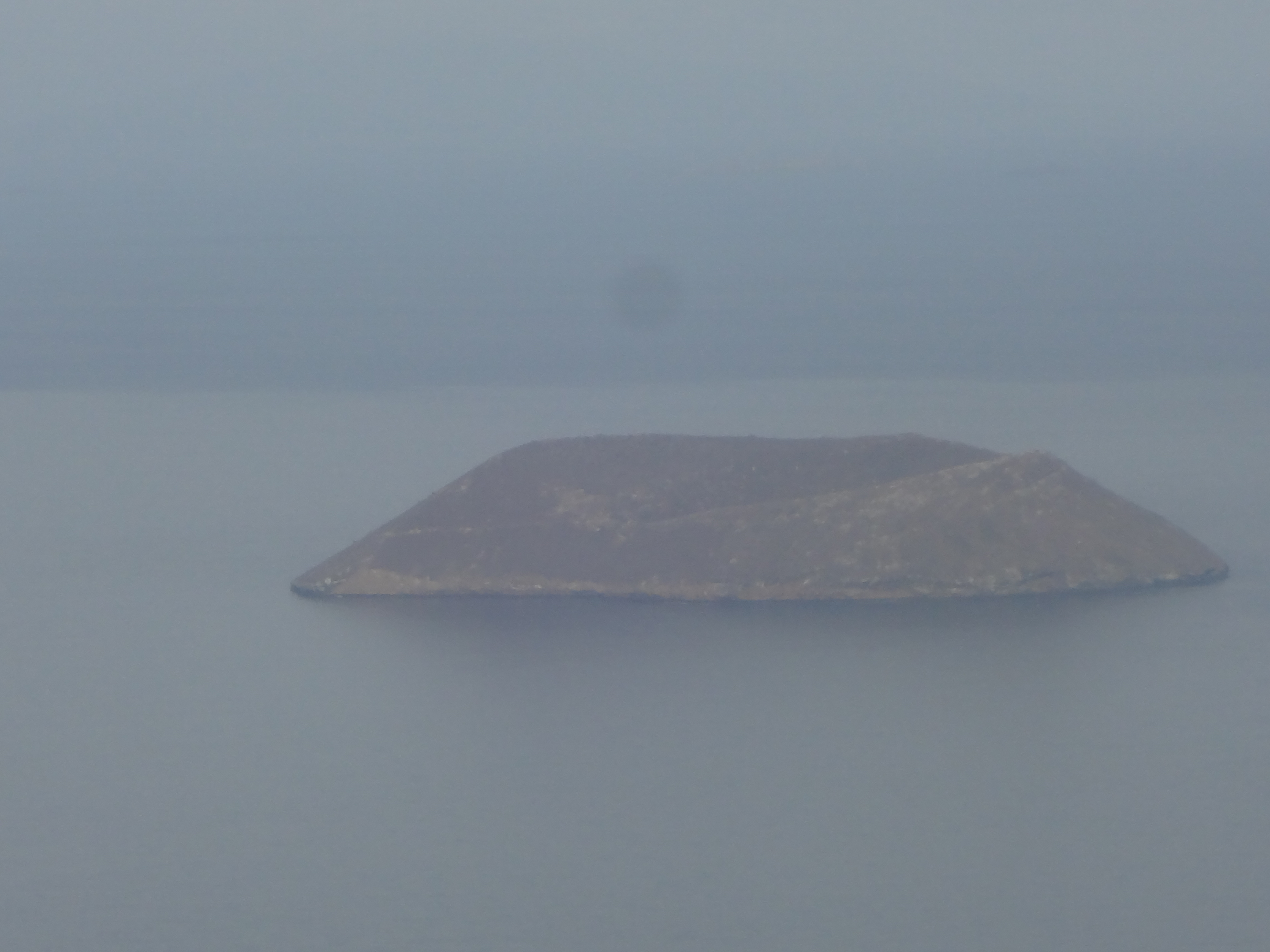